# Коне (Нова Каледонія)
Коне (фр. Koné) — містечко на північному заході острова Нова Каледонія, адміністративний центр Північної провінції Нової Каледонії.

## Клімат
Громада знаходиться у зоні, котра характеризується вологим тропічним кліматом. Найтепліший місяць — лютий із середньою температурою 27.4 °C (81.3 °F). Найхолодніший місяць — липень, із середньою температурою 19.5 °С (67.1 °F).
| Клімат Коне             | Клімат Коне | Клімат Коне | Клімат Коне | Клімат Коне | Клімат Коне | Клімат Коне | Клімат Коне | Клімат Коне | Клімат Коне | Клімат Коне | Клімат Коне | Клімат Коне | Клімат Коне |
| Показник                | Січ.        | Лют.        | Бер.        | Квіт.       | Трав.       | Черв.       | Лип.        | Серп.       | Вер.        | Жовт.       | Лист.       | Груд.       | Рік         |
| Середній максимум, °C   | 31,7        | 31,8        | 30,9        | 29,4        | 27,6        | 26,2        | 24,9        | 25,3        | 27          | 28,5        | 29,8        | 31,2        | 28,7        |
| Середня температура, °C | 27          | 27,4        | 26,7        | 24,9        | 22,7        | 21,3        | 19,5        | 19,8        | 21,3        | 23          | 24,6        | 26,1        | 23,7        |
| Середній мінімум, °C    | 22,3        | 23          | 22,4        | 20,4        | 17,7        | 16,3        | 14          | 14,2        | 15,5        | 17,5        | 19,4        | 20,9        | 18,6        |
| Норма опадів, мм        | 147.4       | 210.5       | 214         | 93.4        | 87.2        | 85.1        | 54.3        | 49.6        | 26.1        | 32.6        | 34.2        | 65.4        | 1099.8      |
| Днів з дощем            | 9           | 12          | 11          | 9           | 6           | 5           | 5           | 5           | 3           | 4           | 4           | 6           | 79          |
| ----------------------- | ----------- | ----------- | ----------- | ----------- | ----------- | ----------- | ----------- | ----------- | ----------- | ----------- | ----------- | ----------- | ----------- |
| Джерело: Weatherbase    |             |             |             |             |             |             |             |             |             |             |             |             |             |